# Tournes
Tournes est une commune française, située dans le département des Ardennes en région Grand Est.

## Géographie

### Localisation
Le village de Tournes est situé à environ six kilomètres de Charleville-Mézières dans le département des Ardennes, en Champagne-Ardenne
Tournes a adhéré à la charte du parc naturel régional des Ardennes, à sa création en décembre 2011.

### Communes limitrophes
Les communes limitrophes sont Arreux, Belval, Cliron, Damouzy, Haudrecy et Houldizy.
| Cliron   | Arreux  | Houldizy |
|          | Tournes |          |
| Haudrecy | Belval  | Damouzy  |

### Hydrographie
La commune est dans le bassin versant de la Meuse au sein du bassin Rhin-Meuse. Elle est drainée par la Sormonne, le ruisseau de la Butte, le ruisseau de Basigny, le ruisseau de la Bassee et le ruisseau des Sourdrons,.
La Sormonne, d'une longueur de 56 km, prend sa source dans la commune de Taillette et se jette  dans la Meuse à Warcq, après avoir traversé 23 communes.

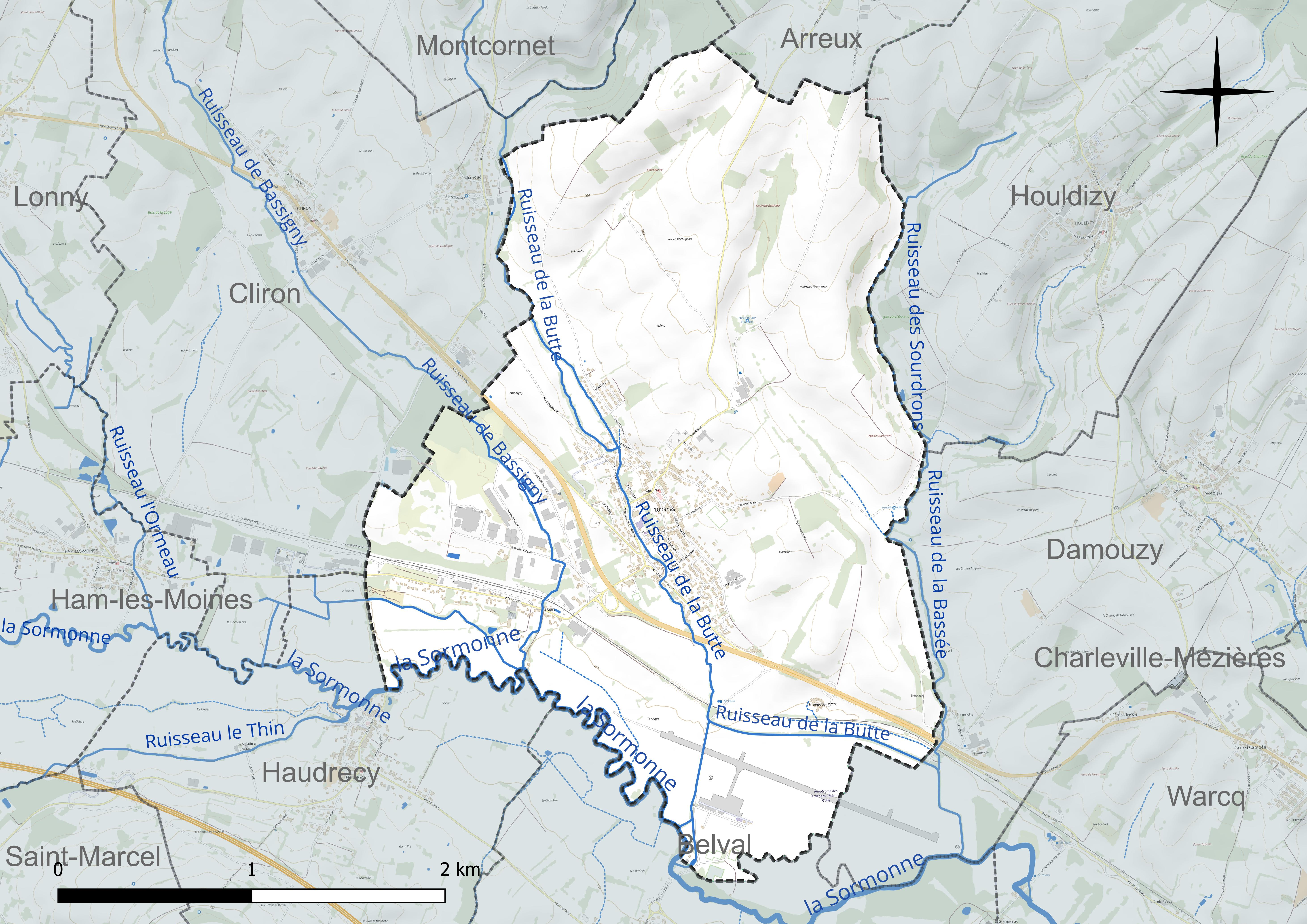
Réseau hydrographique de Tournes.

### Climat
Pour des articles plus généraux, voir Climat du Grand Est et Climat des Ardennes.
En 2010, le climat de la commune est de type climat des marges montargnardes, selon une étude du Centre national de la recherche scientifique s'appuyant sur une série de données couvrant la période 1971-2000. En 2020, Météo-France publie une typologie des climats de la France métropolitaine dans laquelle la commune est exposée à un climat océanique altéré et est dans la région climatique Lorraine, plateau de Langres, Morvan, caractérisée par un hiver rude (1,5 °C), des vents modérés et des brouillards fréquents en automne et hiver.
Pour la période 1971-2000, la température annuelle moyenne est de 9,7 °C, avec une amplitude thermique annuelle de 15 °C. Le cumul annuel moyen de précipitations est de 935 mm, avec 13,3 jours de précipitations en janvier et 9,6 jours en juillet. Pour la période 1991-2020, la température moyenne annuelle observée sur la station météorologique de Météo-France la plus proche, « Charleville-Méz. », sur la commune de Charleville-Mézières à 6 km à vol d'oiseau, est de 9,9 °C et le cumul annuel moyen de précipitations est de 928,4 mm. 
La température maximale relevée sur cette station est de 39,2 °C, atteinte le 25 juillet 2019 ; la température minimale est de −17,5 °C, atteinte le 1er janvier 1997,,.
Les paramètres climatiques de la commune ont été estimés pour le milieu du siècle (2041-2070) selon différents scénarios d'émission de gaz à effet de serre à partir des nouvelles projections climatiques de référence DRIAS-2020. Ils sont consultables sur un site dédié publié par Météo-France en novembre 2022.

## Urbanisme

### Typologie
Au 1er janvier 2024, Tournes est catégorisée bourg rural, selon la nouvelle grille communale de densité à 7 niveaux définie par l'Insee en 2022.
Elle est située hors unité urbaine. Par ailleurs la commune fait partie de l'aire d'attraction de Charleville-Mézières, dont elle est une commune de la couronne,. Cette aire, qui regroupe 132 communes, est catégorisée dans les aires de 50 000 à moins de 200 000 habitants,.

### Occupation des sols

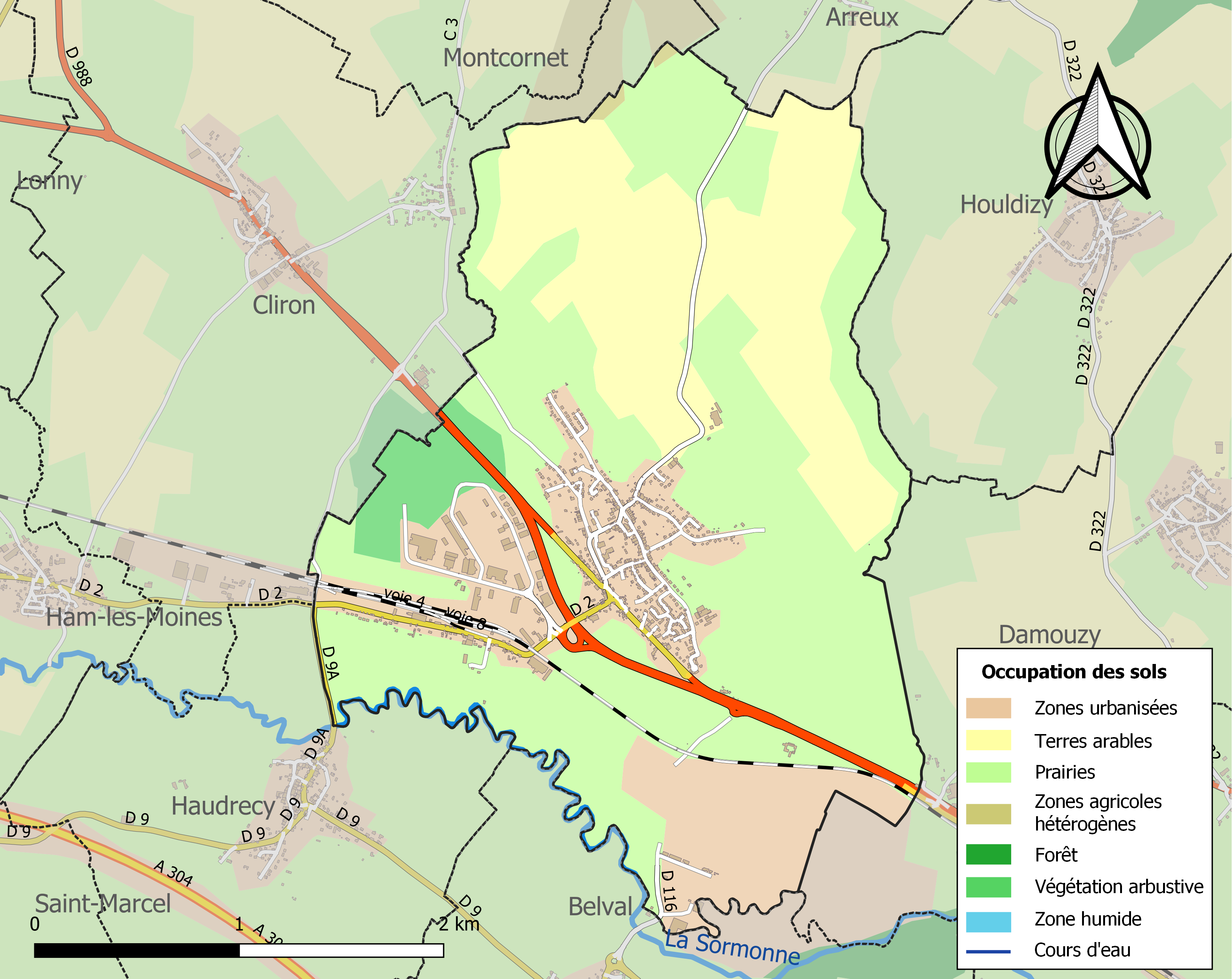
Carte des infrastructures et de l'occupation des sols de la commune en 2018 (CLC).

L'occupation des sols de la commune, telle qu'elle ressort de la base de données européenne d’occupation biophysique des sols Corine Land Cover (CLC), est marquée par l'importance des territoires agricoles (73,8 % en 2018), en diminution par rapport à 1990 (77 %). La répartition détaillée en 2018 est la suivante : 
prairies (49,7 %), terres arables (24 %), zones industrielles ou commerciales et réseaux de communication (14,9 %), zones urbanisées (7,7 %), milieux à végétation arbustive et/ou herbacée (3,5 %), zones agricoles hétérogènes (0,1 %). L'évolution de l’occupation des sols de la commune et de ses infrastructures peut être observée sur les différentes représentations cartographiques du territoire : la carte de Cassini (XVIIIe siècle), la carte d'état-major (1820-1866) et les cartes ou photos aériennes de l'IGN pour la période actuelle (1950 à aujourd'hui).

### Habitat et logement
En 2020, le nombre total de logements dans la commune était de 522, alors qu'il était de 494 en 2015 et de 473 en 2010.
Parmi ces logements, 92,5 % étaient des résidences principales, 1,3 % des résidences secondaires et 6,1 % des logements vacants. Ces logements étaient pour 85,6 % d'entre eux des maisons individuelles et pour 13,8 % des appartements.
Le tableau ci-dessous présente la typologie des logements à Tournes en 2020 en comparaison avec celle des Ardennes et de la France entière. Une caractéristique marquante du parc de logements est ainsi une proportion de résidences secondaires et logements occasionnels (1,3 %) inférieure à celle du département (3,5 %) et à celle de la France entière (9,7 %). Concernant le statut d'occupation de ces logements, 73,9 % des habitants de la commune sont propriétaires de leur logement (76 % en 2015), contre 60,5 % pour les Ardennes et 57,5 pour la France entière.
| Typologie                                               | Tournes | Ardennes | France entière |
| ------------------------------------------------------- | ------- | -------- | -------------- |
| Résidences principales (en %)                           | 92,5    | 84,8     | 82,1           |
| Résidences secondaires et logements occasionnels (en %) | 1,3     | 3,5      | 9,7            |
| Logements vacants (en %)                                | 6,1     | 11,7     | 8,2            |

## Toponymie
Le nom de la localité est attesté sous les formes Tournes dès 1158, Turnum au XVe siècle qui se rattache à la racine gauloise TURN-, « hauteur ».

## Histoire

### Moyen Âge
Avant le Xe siècle, le village se situait un peu plus en hauteur, autour d'un château féodal en bois, qui fut ruiné par un incendie, ce qui obligea les villageois à se réfugier en aval. Aujourd'hui, la citadelle n'existe plus, seul le nom est resté pour la rue de la Citadelle.

### Époque contemporaine

Tournes au tout début du XXe siècle
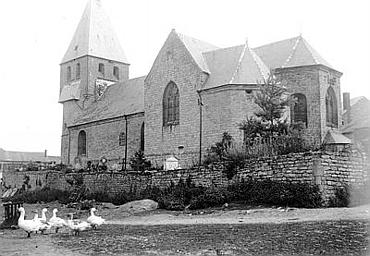
L'église...
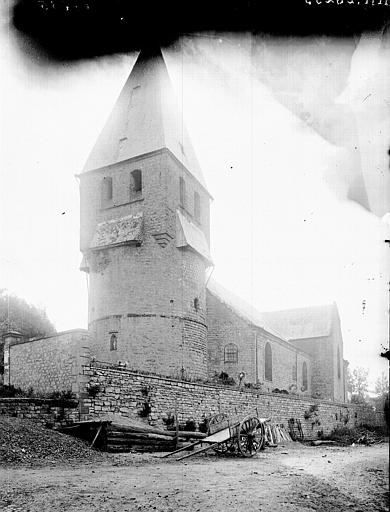
... et sa  tour-clocher

Un monument commémore que pendant la Seconde Guerre mondiale, treize résistants, pris au hasard dans la prison Carnot de Charleville, sont assassinés le 29 août 1944 dans le bois de la Rosière par des Allemands.

## Politique et administration

### Rattachements administratifs et électoraux

#### Rattachements administratifs
La commune se trouve dans l'arrondissement de Charleville-Mézières du département des Ardennes.
Elle faisait partie depuis 1793 du canton de Renwez. Dans le cadre du redécoupage cantonal de 2014 en France, cette circonscription administrative territoriale a disparu, et le canton n'est plus qu'une circonscription électorale.

#### Rattachements électoraux
Pour les élections départementales, la commune fait partie depuis 2014 du canton de Charleville-Mézières-1
Pour l'élection des députés, elle fait partie de la deuxième circonscription des Ardennes.

### Intercommunalité
Tournes était membre de la communauté de communes des Plaines et Forêts de l'Ouest ardennais, un établissement public de coopération intercommunale (EPCI) à fiscalité propre et auquel la commune avait transféré un certain nombre de ses compétences, dans les conditions déterminées par le code général des collectivités territoriales.
Conformément aux prescriptions de la loi de réforme des collectivités territoriales du 16 décembre 2010, qui a prévu le renforcement et la simplification des intercommunalités et la constitution de structures intercommunales de grande taille, cette petite  intercommunalité a fusionné avec ses voisines pour former, le 1er janvier 2017, la communauté d'agglomération dénommée Ardenne Métropole, dont est désormais membre la commune.

### Liste des maires
| Période                                  | Période                       | Identité                 | Étiquette    | Qualité |
| ---------------------------------------- | ----------------------------- | ------------------------ | ------------ | --- |
| Les données manquantes sont à compléter. |                               |                          |              | |
|                                          |                               |                          |              | |
| décembre 1919                            | septembre 1927                | Albert Borca             | SFIO         | Marchand de charbon Démissionnaire |
|                                          |                               |                          |              | |
| avant 1981                               | 1981                          | Jean-Raphaël Bourguignon | UDR puis RPR | Conseiller général de Renwez (1973 → 1979) |
| mars 1981                                | juin 1995                     | Michel Bonfils           | PS           | Médecin généraliste à Tournes |
| juin 1995                                | 2008                          | Jacques Theet            | RPR          | Commerçant |
| 2008                                     | septembre 2016                | Cécile Muller,           | DVD          | Fonctionnaire dans les services administratifs de l'Éducation nationale, Ancienne assistante parlementaire de Michel Vuibert Mandat écourté par la démission d'une partie du conseil municipal |
| septembre 2016                           | janvier 2024                  | Gérard Carbonneaux       |              | Directeur de collège retraité Démissionnaire |
| janvier 2024                             | En cours (au 12 janvier 2024) | Aline Haplik             |              | |

## Population et société

### Démographie
L'évolution du nombre d'habitants est connue à travers les recensements de la population effectués dans la commune depuis 1793. Pour les communes de moins de 10 000 habitants, une enquête de recensement portant sur toute la population est réalisée tous les cinq ans, les populations de référence des années intermédiaires étant quant à elles estimées par interpolation ou extrapolation. Pour la commune, le premier recensement exhaustif entrant dans le cadre du nouveau dispositif a été réalisé en 2005.

En 2022, la commune comptait 1 058 habitants, en évolution de −1,67 % par rapport à 2016 (Ardennes : −2,97 %, France hors Mayotte : +2,11 %).
| 1793 | 1800 | 1806 | 1821 | 1831 | 1836 | 1841 | 1846 | 1851 |
| ---- | ---- | ---- | ---- | ---- | ---- | ---- | ---- | ---- |
| 340  | 384  | 415  | 423  | 488  | 499  | 524  | 528  | 537  |

| 1866 | 1872 | 1876 | 1881 | 1886 | 1891 | 1896 | 1901 | 1906 |
| ---- | ---- | ---- | ---- | ---- | ---- | ---- | ---- | ---- |
| 533  | 591  | 604  | 577  | 535  | 522  | 504  | 472  | 511  |

| 1911 | 1921 | 1926 | 1931 | 1936 | 1946 | 1954 | 1962 | 1968 |
| ---- | ---- | ---- | ---- | ---- | ---- | ---- | ---- | ---- |
| 507  | 613  | 601  | 540  | 581  | 514  | 575  | 559  | 509  |

| 1975 | 1982 | 1990  | 1999  | 2005  | 2006  | 2010  | 2015  | 2020  |
| ---- | ---- | ----- | ----- | ----- | ----- | ----- | ----- | ----- |
| 836  | 904  | 1 073 | 1 075 | 1 067 | 1 092 | 1 014 | 1 076 | 1 063 |

| 2022  | - | - | - | - | - | - | - | - |
| ----- | - | - | - | - | - | - | - | - |
| 1 058 | - | - | - | - | - | - | - | - |

### Sports et loisirs
La commune a reçu le Label commune ou ville sportive champenoise 2018-2022 le 30 novembre 2017 à Châlons-en-Champagne.
- Équipe de football de Tournes-Renwez-Les Mazures évoluant en championnat régional[Quand ?].
- Badminton club de Tournes.
- Karaté club de Tournes.

## Économie

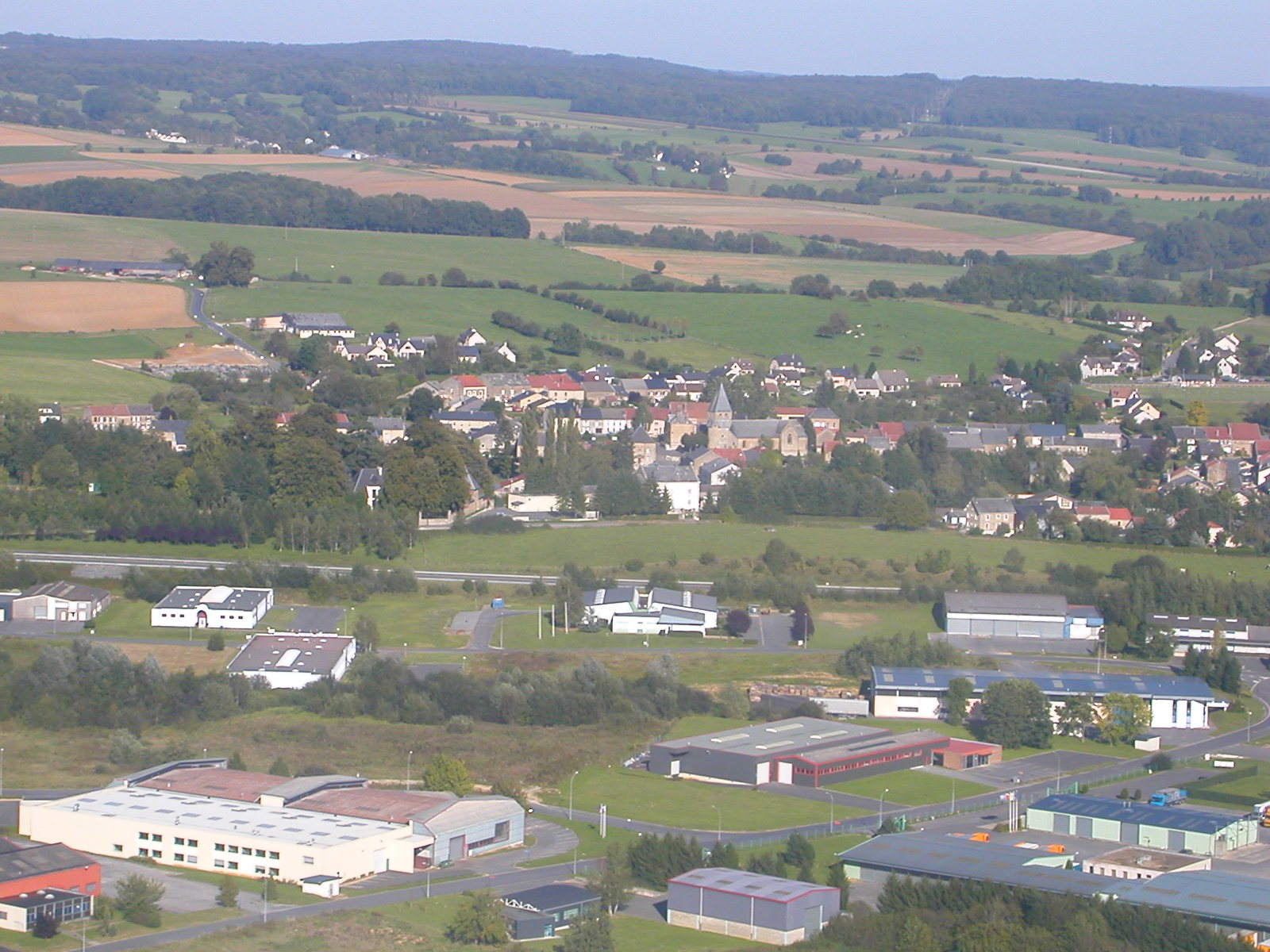
La zone d'activité Ardennes Emeraude en 2010.

La Chambre de commerce et d'industrie des Ardennes y a installé depuis une trentaine d'années[C'est-à-dire ?] la Zone industrielle Ardennes Émeraude, s'étendant sur le territoire des communes de Tournes et de Cliron.
- Les véhicules Poncin étaient fabriqués dans cette ville.

## Culture locale et patrimoine

### Lieux et monuments
- L'église Saint-Martin de Tournes fait partie des églises fortifiées de Thiérache. L'édifice est classée monument historique en 1923[34].
- Le château, datant du XVIIe siècle, est aujourd'hui transformé en maison privée et occupé par la famille Lamotte d'Argy.

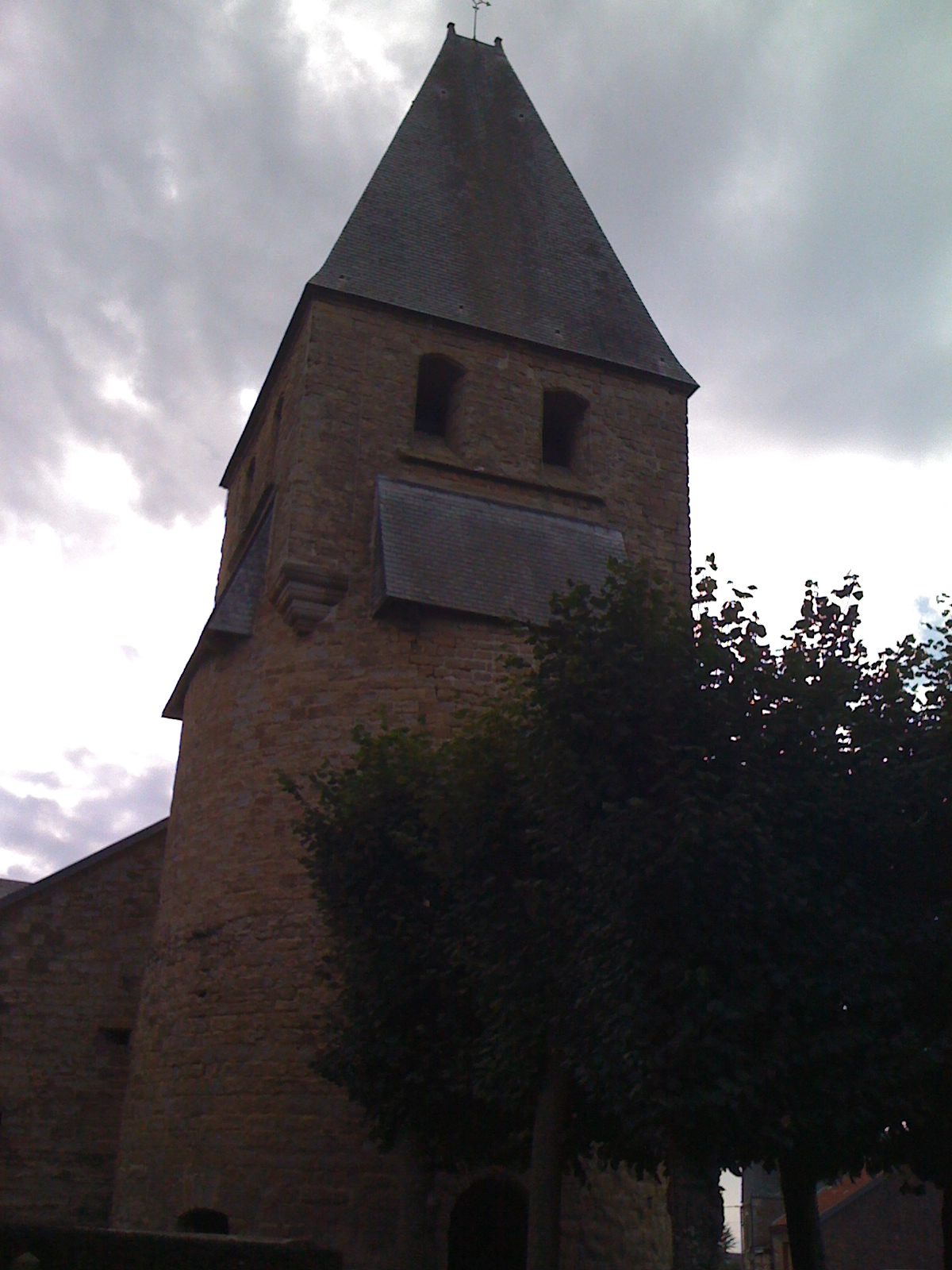
La tour fortifiée du XIIe siècle.
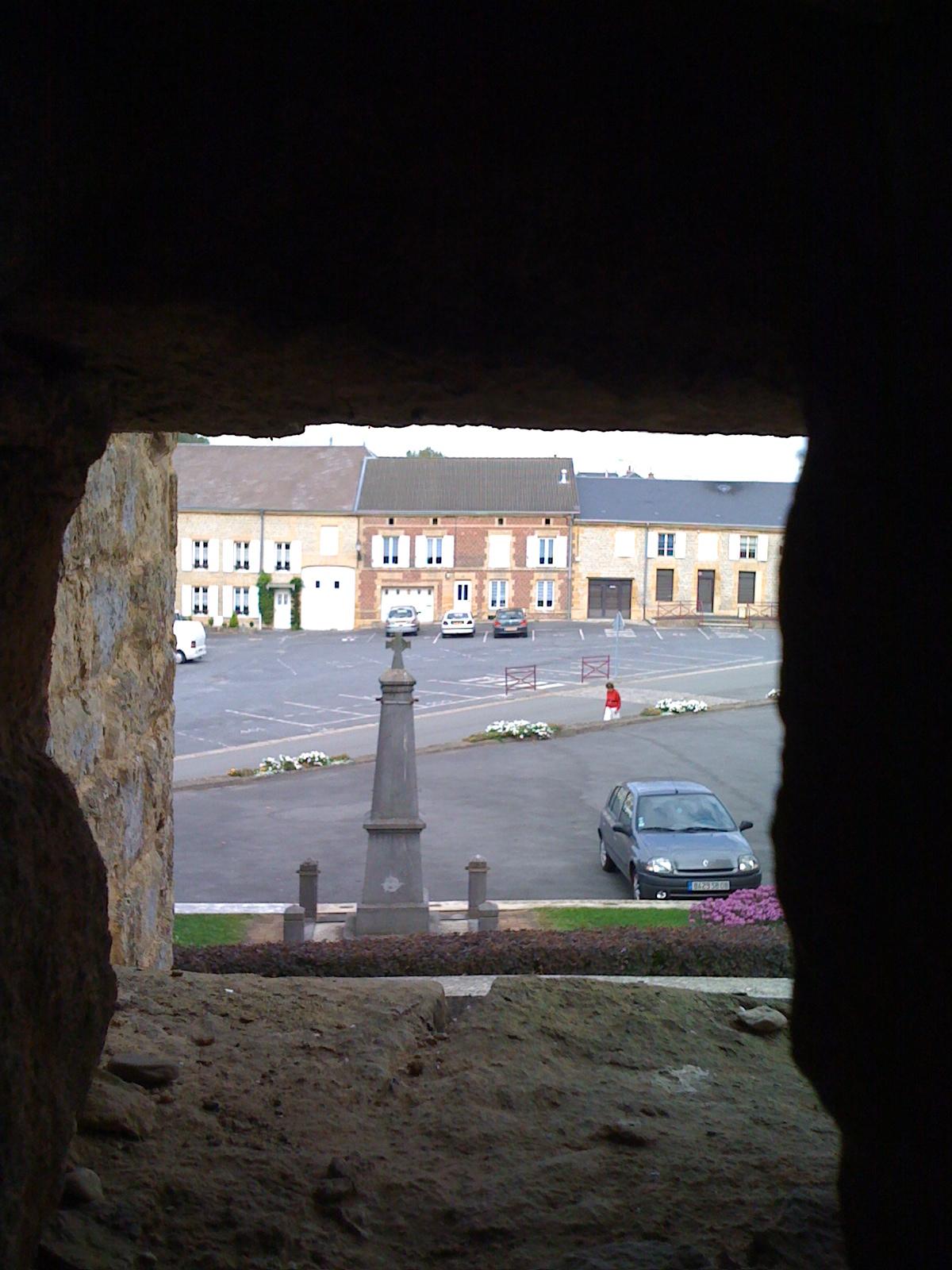
La place du village vue du clocher.
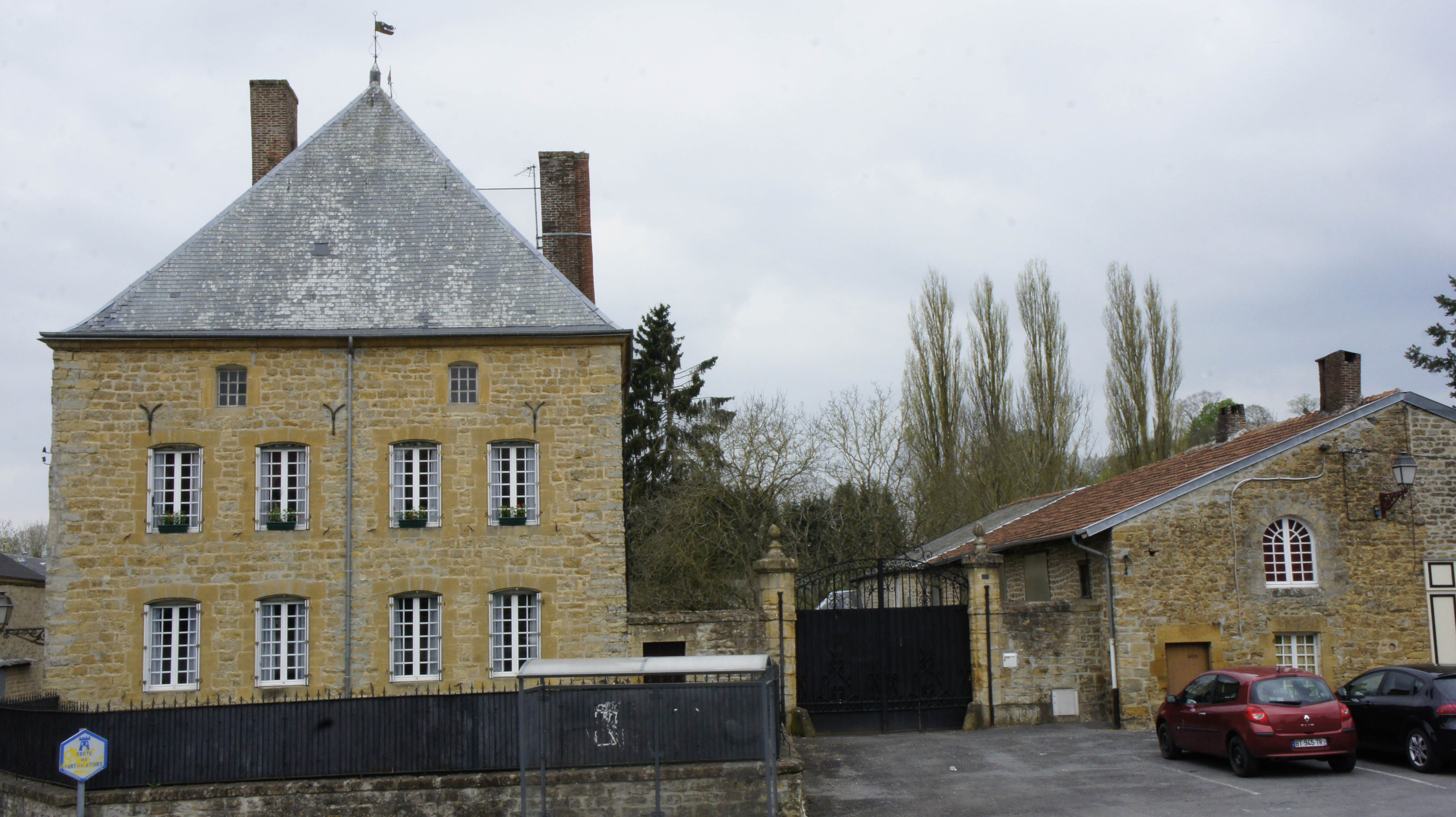
Le château de Tournes.

### Héraldique
| Blason de Tournes | Blason  | Tranché : au 1er d’argent au lion de sable armé et lampassé de gueules, au 2e d’azur à la tour d’argent ouverte de sable, donjonnée d’un beffroi carré aussi d’argent, plus petit, raccordé par deux consoles d’échauguette du même, ajouré de deux baies aussi de sable, auventé et couvert d’or. |
| Blason de Tournes | Détails | Création Jean-Jacques Baron, Michel Demoncheaux et Jean-Marie Jolly. Adopté le 25 juin 1998. |

## Pour approfondir